# Angelo Colinelli
Angelo Colinelli, né le 31 janvier 1925 à Algrange (Moselle) et mort le 27 avril 2011 à Décines-Charpieu (Rhône) est un coureur cycliste français, professionnel de 1948 à 1956.
Son frère Georges (1921-2007) et ses fils Gérard (1953-2010) et Christian (1959-2019) ont également été coureurs cyclistes chez les amateurs.

## Palmarès
- 1949
  - 3e de Lyon-Grenoble-Lyon
- 1950
  - 3e de Lyon-Grenoble-Lyon
- 1951
  - Grand Prix de Vals-les-Bains
  - 3e du Grand Prix du comptoir des tissus
- 1952
  - Dijon-Lyon
  - Grand Prix de Blanzy
- 1953
  - Bourg-Genève-Bourg
  - Lyon-Grenoble-Lyon
  - Circuit des Deux-Ponts
- 1954
  - 3e du Grand Prix de Vals-les-Bains
- 1955
  - Troyes-Dijon
  - Circuit de Saône-et-Loire
  - 3e du Circuit Drôme-Ardèche
- 1956
  - Lyon-Grenoble-Lyon
  - Grand Prix de Lyon
  - Circuit des Deux-Ponts

## Résultats sur les grands tours

### Tour de France
1 participation
- 1951 : 53e